# Paswan (Bevölkerungsgruppe)
Die Paswan, auch Dusadh genannt, sind eine Dalit-Gemeinschaft aus Ostindien, die hauptsächlich in den Bundesstaaten Bihar, Uttar Pradesh und Jharkhand zu finden sind. Das Urdu-Wort Paswan bedeutet Leibwächter oder "Einer, der verteidigt". Der Ursprung des Wortes liegt nach dem Glauben der Gemeinschaft in ihrer Teilnahme an der Schlacht gegen Siraj-ud-daulah, den Nawab von Bengalen auf Geheiß der Britischen Ostindien-Kompanie, nach der sie mit dem Posten des Chowkidars und des Lathi schwingenden Steuereintreibers für die Zamindars belohnt wurden. Sie befolgen bestimmte Rituale, wie z. B. das Gehen auf Feuer, um ihre Tapferkeit zu bekräftigen.

## Etymologie
Die Paswans berufen sich auf eine Reihe von volkstümlichen und epischen Charakteren, um eine Erhöhung ihres sozialen Status zu erreichen. Einige Paswan glauben, dass sie von Rahu, einem Übermenschen und einem der Planeten in der Hindu-Mythologie, abstammen, während andere ihre Herkunft von Dushasana, einem der Kaurava-Fürsten, behaupten. Behauptungen über die Abstammung von "Gahlot Kshatriya" halten sich ebenfalls hartnäckig unter einigen der Kastenlosen, aber andere betrachten solche Behauptungen mit Verachtung, da sie nicht gerne mit Rajputen in Verbindung gebracht werden.
Es wurde von einigen Bhumihars argumentiert, dass die Paswan hybride Nachkommen von Mischehen zwischen Männern und Frauen zweier verschiedener Kasten sind. Die Paswan-Gemeinschaft lehnt diese Theorien ab und argumentiert, dass der Ursprung des Namens "Dusadh" in Dusadhya liegt, was "der schwer zu besiegen ist" bedeutet.

## Geschichte
Die Paswan gelten als eine unberührbare Gemeinschaft. In Bihar sind sie hauptsächlich landlose, landwirtschaftliche Arbeiter und waren historisch gesehen Dorfwächter und Boten. Vor 1900 züchteten sie auch Schweine, besonders in Uttar Pradesh und Bihar. Die Paswans verteidigen den Beruf der Schweinezucht, indem sie ihn als eine Strategie gegen die Muslime bezeichnen. Sie behaupten, dass die Paswan-Mädchen, um sich vor den Muslimen zu schützen, Amulette aus Schweineknochen trugen und Schweine vor ihren Türen hielten, da die Muslime durch ihren Glauben kontakt mit Schweinen eher vermeiden.
Die Paswans wurden historisch auch mit kriegerischen Tätigkeiten in Verbindung gebracht und viele kämpften im 18. Jahrhundert im Auftrag der East India Company in der bengalischen Armee.
Der Volksheld der Paswans ist Chauharmal. Innerhalb der Paswan-Folklore ist die Geschichte von Chauharmal und Reshma sehr bekannt. Reshma, die Tochter eines mächtigen Bhumihar-Grundbesitzers, überredet Chauharmal, sie gegen den Willen ihres Vaters zu heiraten. Schließlich konfrontiert Chauharmal den Vater seiner Geliebten und besiegt ihn, was den Sieg der Gemeinschaft über ihre Bhumihar-Unterdrücker symbolisiert. Andere Versionen der Erzählung lehnen diese ermächtigende Botschaft ab, indem sie behaupten, dass Chauharmal bei seiner früheren Geburt in einer Brahmanenfamilie geboren wurde, während Reshma als seine Frau geboren wurde.
Neben Chauharmal Baba verehren einige Dusadh auch Gauriya Baba, einen Volkshelden, der nach ihren mündlichen Überlieferungen Zeitgenosse der Mogulherrschaft in Indien war. Den Überlieferungen zufolge ritt er auf einem Pferd und beschützte nicht nur seine eigenen Kastraten, sondern auch die anderen Hindus, einschließlich der Rajputen, vor den Angriffen der Mogul-Soldaten und den Zwangskonvertierungen zum Islam. Baba pflegte den Kopf eines Schweins vor seinem Haus zu vergraben, das sich am Rande des Dorfes befand. Da Schweine für Muslime ein Feindbild darstellten, schützte es das Dorf vor den Übergriffen der Mogul-Soldaten, die überwiegend Muslime waren.

## Politik
Um 1900 wurde der Kastenverband zur dominierenden Methode, um für die sozialen und politischen Rechte zu werben. So wurden in der Zwischenzeit eine Reihe von politisch bewussten Kasten gebildet. Wie die Koeri, Kurmi und Yadav-Gemeinschaft gründeten auch die Paswans 1911 ihre eigene Paswan Sabha, um Ansprüche auf den Kshatriya-Status zu erheben. Sie waren die ersten unter den Dalits, die dieses Kunststück vollbrachten.
Die Paswans tauchten als politische Kraft in Bihar auf, vor allem nach dem Wiederauftauchen des sozialistischen Führers Ram Vilas Paswan. Paswan gründete die Lok Janshakti Party, die ein Verbündeter der von Lalu Prasad Yadav geführten Rashtriya Janata Dal wurde. Früher stimmten die Dalits, einschließlich der Paswan-Gemeinschaft, für den Kongress, aber während der RJD-LJP-Allianz wurden sie zu Anhängern eines Blocks, der sowohl ihre frühere Präferenz Kongress als auch die neue Wahl LJP einschloss. Es ist schwierig, die tatsächlichen Daten bezüglich der Bevölkerung der verschiedenen Kastengruppen vorherzusagen, aber nach Ansicht politischer Analysten erhielt dieser neue Block aus RJD und Kongress mit Hilfe der LJP große Unterstützung von der Yadav-, Muslim- und Paswan-Gemeinschaft. Diese soziale Achse blieb erfolgreich, um die JDU-BJP-Allianz bei den Lok Sabha-Wahlen 2004 in Bihar auszugleichen.
Zuvor hatte auch der RJD-Chef Laloo Yadav (damals Minister von Bihar) versucht, die Paswans für sich zu gewinnen, indem er Chauharmal als eine ikonische Figur darstellte und versuchte, sie mit seiner Politik der sozialen Gerechtigkeit zu versöhnen. Er organisierte auch eine Chauharmal Mela im Jahr 1995. Auch Ram Vilas Paswan war mit von der Partie, der sowohl sich selbst als das wahre Gesicht dieser Gemeinschaft darstellen wollte, als auch die Unterstützung für seine neu gegründete Organisation, die Dalit Sena, gewinnen wollte.

## Kasten-Konflikte

### Belchhi-Massaker
In den 1970er Jahren wurde das Dorf Belchhi in Bihar Zeuge eines der schwersten Massaker in der Geschichte Bihars. Die Ursache für das Massaker war ein Kastenkonflikt zwischen landlosen Paswan-Bauern und Kurmi-Grundbesitzern. Dieses Massaker trennte den Weg zwischen Kurmis und Paswans und machte sie skeptisch gegenüber den Aktivitäten des jeweils anderen in allen Lebensbereichen.

### Bhojpur-Rebellion
Bhojpur-Rebellion ist die Bezeichnung für den internen Konflikt zwischen Landbesitzern der oberen Kaste und landlosen Dalits in den 1960er Jahren, die von armen Bauern aus den mittleren Kasten angeführt wurden. Die Ursache der Kastenkriege in Bhojpur waren nicht nur die wirtschaftlichen Probleme, sondern auch der uneingeschränkte Zugang der oberen Kasten zu den Dalit-Frauen. Hier ging der Funke der Rebellion vom Dorf Ekwaari aus, unter der Führung des militanten Koeri, Jagdish Mahto, unterstützt von seinen Leutnants Ramnaresh Ram (Ramnaresh Paswan) und Rameswar Ahir "Sadhuji". Das Trio organisierte Morde an einer Reihe von Großgrundbesitzern der oberen Kaste unter dem Banner des Maoismus. Nach dem Zusammentreffen ihrer Hauptkommandanten verblasste das maoistische Aufbegehren in Bhojpur. Man glaubte, dass der Zwang der Frauen aus den unteren Kasten zum Ehebruch und die häufigen Vergewaltigungen dieser benachteiligten Frauen durch die Rajput-Grundbesitzer eine der Ursachen für die Rebellion in Bhojpur war, die nach dem Tod von Jagdish Mahto weiterging, wenn auch in geringem Umfang. Zu denjenigen, die ihn weiterführten, gehörten Leute wie Fagu Mahto, die von der vorherrschenden feudalen Dominanz der Rajput-Grundbesitzer angewidert waren.

### Senari-Massaker
In den 1990er Jahren ermordete eine Einheit des maoistischen kommunistischen Zentrums (MCC), die hauptsächlich aus Paswans und Yadavs bestand, in Senari im Distrikt Jahanabad 34 Bhumihars. Ein "Sitzungsgericht" von Bihar sprach 2016 zehn Tätern die Todesstrafe zu.